# Si vuelvo a nacer
Si vuelvo a nacer es el segundo	álbum de banda sonora de la serie Bia, que fue lanzado el 8 de noviembre de 2019, por Walt Disney Records.
El álbum cuenta con 12 canciones, de las cuales 3 son inéditas, y 2 son reversiones de canciones del primer álbum de la serie, Así yo soy.

## Lista de canciones
| N.º   | Título                                                                | Escritor(es)                                                             | Duración |  |
| 1.    | «Ven y te digo quién soy» (Isabela Souza)                             | Anahí García Cascabelo Emilio Olivero Fernando Vila                      | 2:27     |  |
| 2.    | «La última parada» (Julio Peña)                                       | Pedro Kratch                                                             | 2:02     |  |
| 3.    | «Voy por más» (Guido Messina)                                         | Henry Villalobos Alex Roitman                                            | 2:53     |  |
| 4.    | «Junto a ti» (Micaela Díaz, Alan Madanes)                             | Federico Vilas Mauro Franceschini                                        | 2:32     |  |
| 5.    | «Cuando me besas» (Jandino)                                           | Jandino                                                                  | 2:54     |  |
| 6.    | «Hasta el final» (Isabela Souza, Agustina Palma, Giulia Guerrini)     | Alejandro Vergara Martín Lohrengel Pablo Correa Sebastián Mellino        | 2:47     |  |
| 7.    | «Esto» (Gabriella Di Grecco, Fer Dente)                               | Eduardo Frigerio Federico San Millán María Florencia Ciarlo              | 2:12     |  |
| 8.    | «Fuerza interior» (Julia Argüelles)                                   | Antonela Marcello Ariela Paola Lafuente Pablo Correa Sebastián Mellino   | 3:18     |  |
| 9.    | «Te vengo a pedir perdón» (Jandino)                                   | Alejandro Borrero Jandino                                                | 3:13     |  |
| 10.   | «Como me ves» (Andrea de Alba, Rodrigo Rumi)                          | Federico Agustín Vilas Mauro Franceschini                                | 1:50     |  |
| 11.   | «Lo mejor comienza - en español» (Isabela Souza)                      | Eduardo Frigerio Federico San Millán Daniela Lapadula José María Lassaga | 3:20     |  |
| 12.   | «Si vuelvo a nacer - en español» (Isabela Souza, Gabriella Di Grecco) | Adoniran Santos Aponte Fabián Farhat Fernando Salim                      | 3:23     |  |
| 32:51 |                                                                       |                                                                          |          |  |